# Michael Storåkers
Carl Michael Jacob Storåkers, född 27 juli 1972, är en svensk företagsledare.

## Biografi
Han var 1998 en av fyra grundare av reklambyrån Storåkers inom reklambyrånätverket McCann.
2002 köpte McCann-Erickson hela bolaget och Michael Storåkers tog över som VD och ordförande för McCann Sverige, bestående av sex bolag. Storåkers är även känd för uppdraget att kommunicera lanseringen av Nya Moderaterna. Han har en bakgrund inom Moderata ungdomsförbundet och har suttit i styrelsen för Moderaterna i Stockholms stad.
Michael Storåkers har även suttit som ledamot i Stockholms skönhetsråd och i Handelshögskolans styrelse. Han är äldre bror till Nicklas Storåkers, före detta VD för Avanza Bank, grundare av investeringsbolaget NS Intressenter AB och VD för prisjämförelsesajten Pricerunner.
Sedan 2004 är Michael Storåkers även styrelseordförande och delägare i skolkoncernen Pysslingen. 
År 2010 blev Michael Storåkers VD för Bukowskis auktionsföretag. Han satt sedan tidigare med i styrelsen.